# Club d'aviron Hibaika
Maillots
Club d'Aviron Hibaika (Hibaika Arraun Elkartea en euskara) est un club d'aviron de Errenteria créé en 1987.

## Présentation

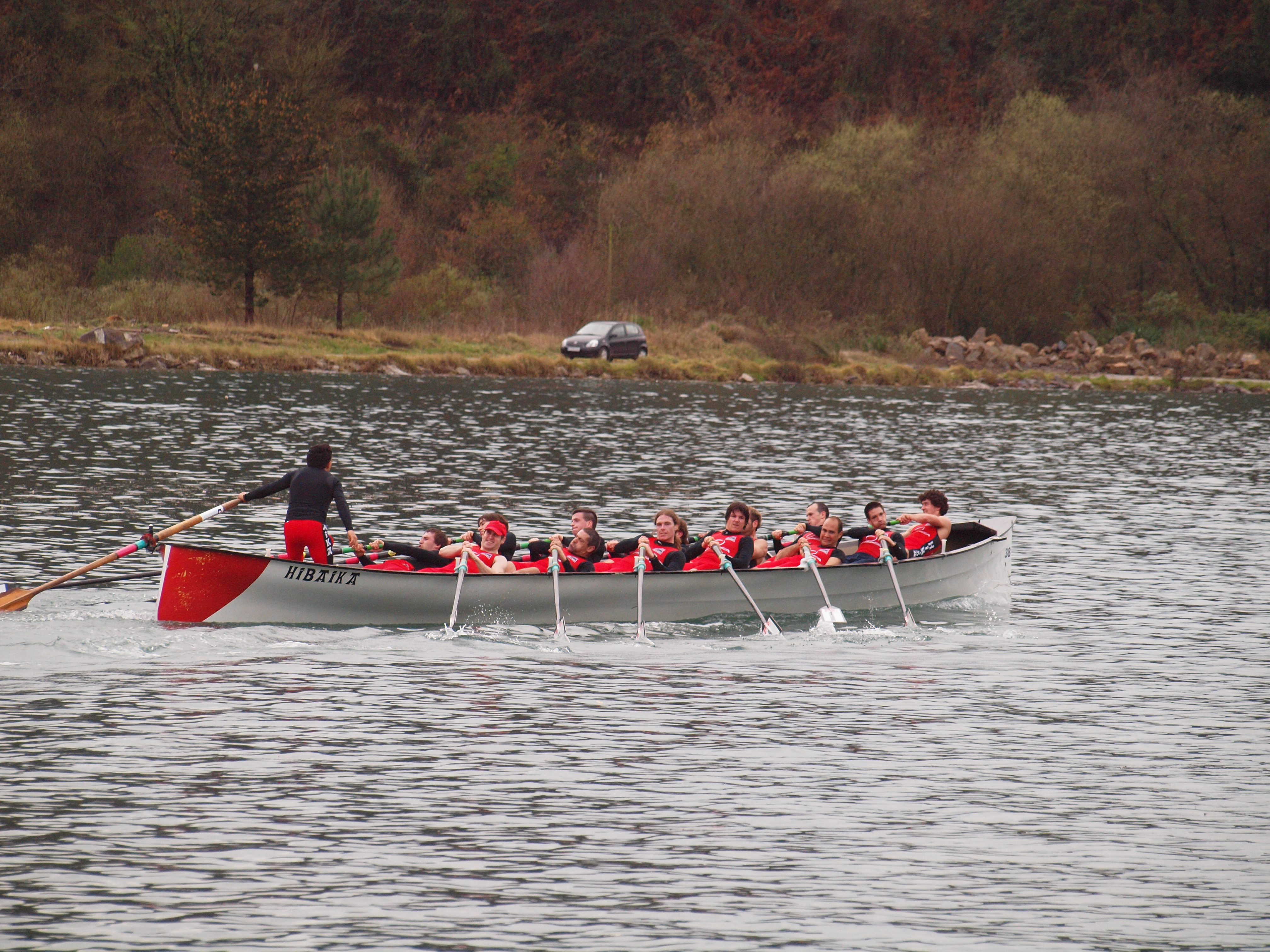
Club d'aviron Hibaika en Orio.

En 1989, la mairie d'Errenteria cède le bâtiment de la vieille boucherie d'Ondartxo au club d'aviron, et durant cette même année on inaugure l'école d'aviron.
Leur couleur sont le rouge, orné de noir. La trainière est noire, et a pour nom Madalen.
Actuellement, il évolue dans la Ligue ARC (catégorie 2).

### Sources
- (es) Cet article est partiellement ou en totalité issu de l’article de Wikipédia en espagnol intitulé « Club de Remo Hibaika » (voir la liste des auteurs).